# Abadia de Heiligenkreuz

Escut de l'Abadia de Heiligenkreuz

L'abadia de Heiligenkreuz (Stift Heiligenkreuz, Closter Heilig Creyz o Santa Crux) és un monestir cistercenc ubicat a la zona sud del Bosc de Viena, a uns 13 km al nord-oest de Baden a la Baixa Àustria. Ha existit sense interrupció des de la seva fundació el 1133, per la qual cosa és el monestir cistercenc contínuament ocupat més antic del món.
El papa Benet XVI va visitar l'abadia durant el seu viatge a Àustria al setembre de 2007.
L'abadia és també coneguda per les seves gravacions de cant gregorià realitzades a partir de 2008: «Cant: Música per al Paradís.»

## Història

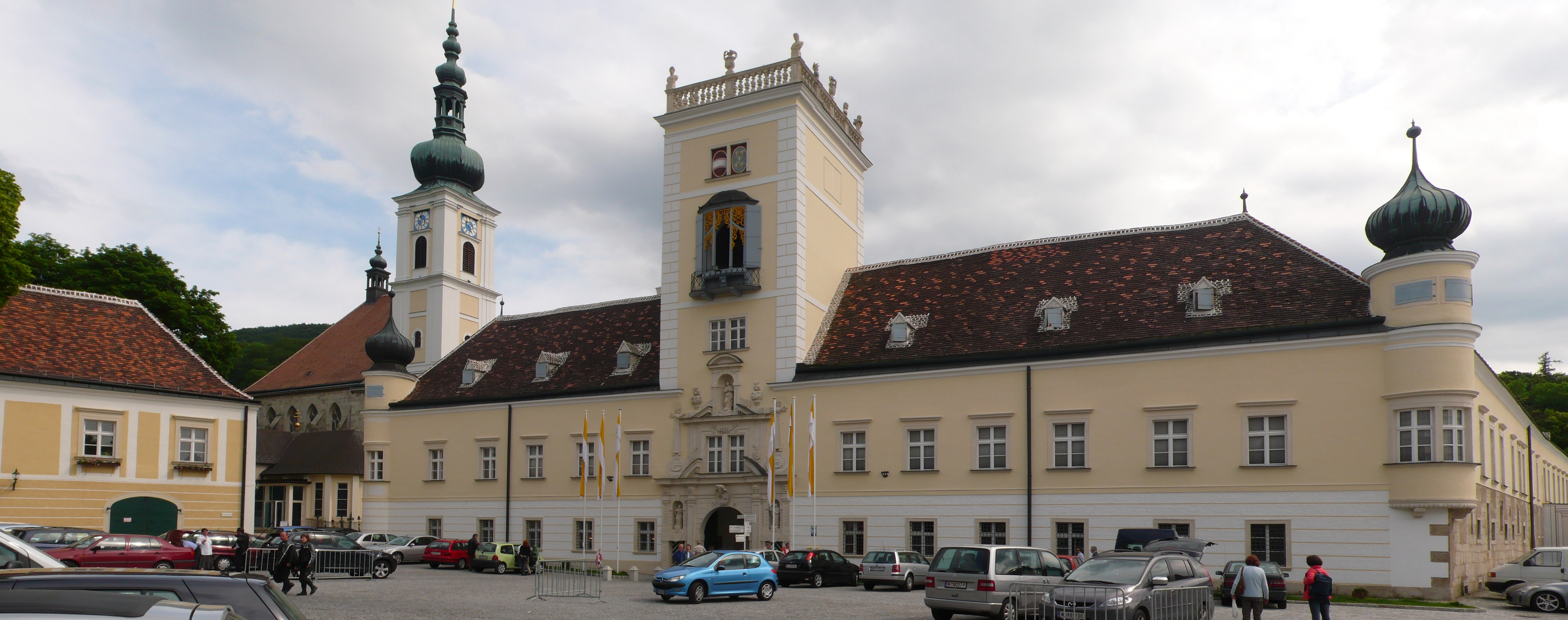
Porta principal de l'abadia

El monestir va ser fundat el 1133 pel Marcgravi Leopold III d'Àustria a comanda del seu fill Otto, abat del monestir cistercenc de Morimond a Borgonya, després bisbe de Fresing. Els seus primers dotze monjos van venir amb el seu abat, Gottschalk, des de Morimond. La data de consagració va ser l'11 setembre 1133. Començaren netejant el bosc i llaurant la terra. Introduïren la fe cristiana a la regió, i van anomenar l'abadia Heiligenkreuz (Santa Creu) com a símbol de la seva devoció a la Redempció per la creu.
El 31 de maig de 1188 Leopold V va donar a l'abadia una relíquia de la Vera Creu, que encara es conserva i des de 1983 s'exhibeix a la capella de la Santa Creu. La relíquia li havia estat lliurada a Leopold el 1182 per Balduí, rei de Jerusalem.
Heiligenkreutz va ser ben dotada per la família del fundador, la dinastia Babenberg, i va tenir molta activitat en la fundació d'altres abadies.
Les següents abadies van rebre els seus primers monjos de Heiligenkreutz:
- Abadia de Zwettl a Baixa Àustria, 1138 (encara existeix);
- Czikador a Hongria, 1142 (dissolta el 1526);
- Baumgartenberg a Alta Àustria, 1142 (dissolta el 1784);
- Marienberg a l'actual Burgenland, 1194 (dissolta el 1526);
- Abadia de Lilienfeld a Baixa Àustria, 1206 (encara existeix);
- Sancta Corona, coneguda en txec com a Zlatá Koruna, a Bohèmia, 1263 (dissolta el 1785);
- Neuberg a Styria, 1327 (dissolta el 1785).
- Més recentment, el 1988, Heiligenkreuz va fundar el Priorat de Stiepel a Bochum-Stiepel, a la Regió del Ruhr.
- A més en la dècada de 1990 el monestir va donar important suport a la refundació del Monestir de Vyšší Brod a la República Txeca.

Durant els segles XV i XVI l'abadia va ser assolada sovint per epidèmies, inundacions i incendis, i va patir severament durant les guerres turques de 1529 i 1683. Finalment els turcs van incendiar bona part del recinte de l'abadia, que va ser reconstruït en major mida en estil barroc sota l'abat Klemens Schäfer.
Els abats de Heiligenkreutz van ser notables per la seva sapiència i pietat. El 1734 l'abadia de Sant Gotard a Hongria va ser cedida a Heiligenkreutz per Carles VI. A finals del Segle XIX es va unir amb l'abadia de Zirc. El monestir de Neukloster a Wiener-Neustadt es va unir a l'abadia el 1881.
Heiligenkreuz es va salvar de la dissolució durant el regnat de Josep II d'Habsburg.
L'abadia va ser també un important centre musical d'Àustria per més de 800 anys. Molts manuscrits s'han trobat en aquest monestir, en especial els d'Alberich Mazak (1609-1661).

## Abadia i església

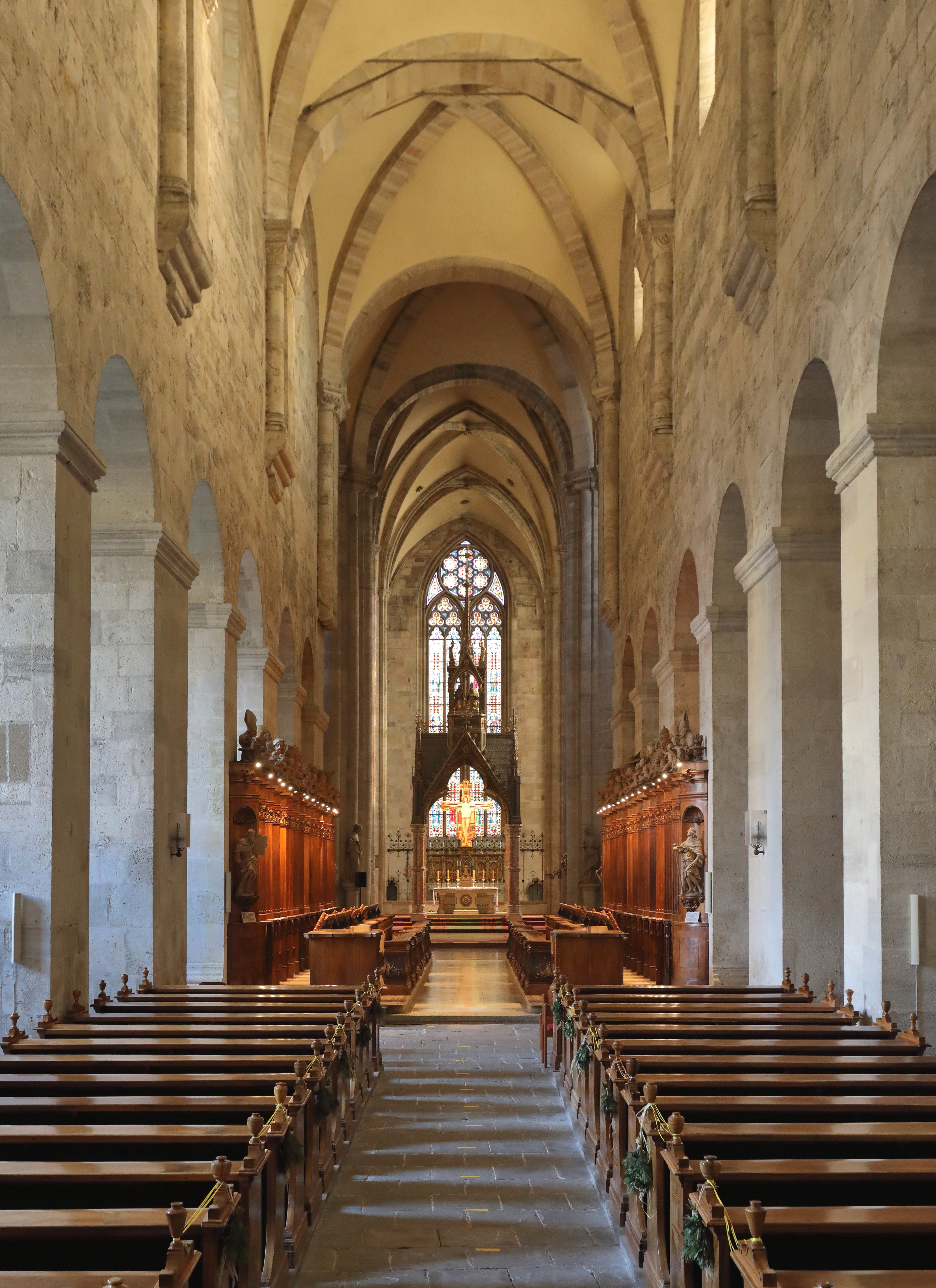
Nau de l'església

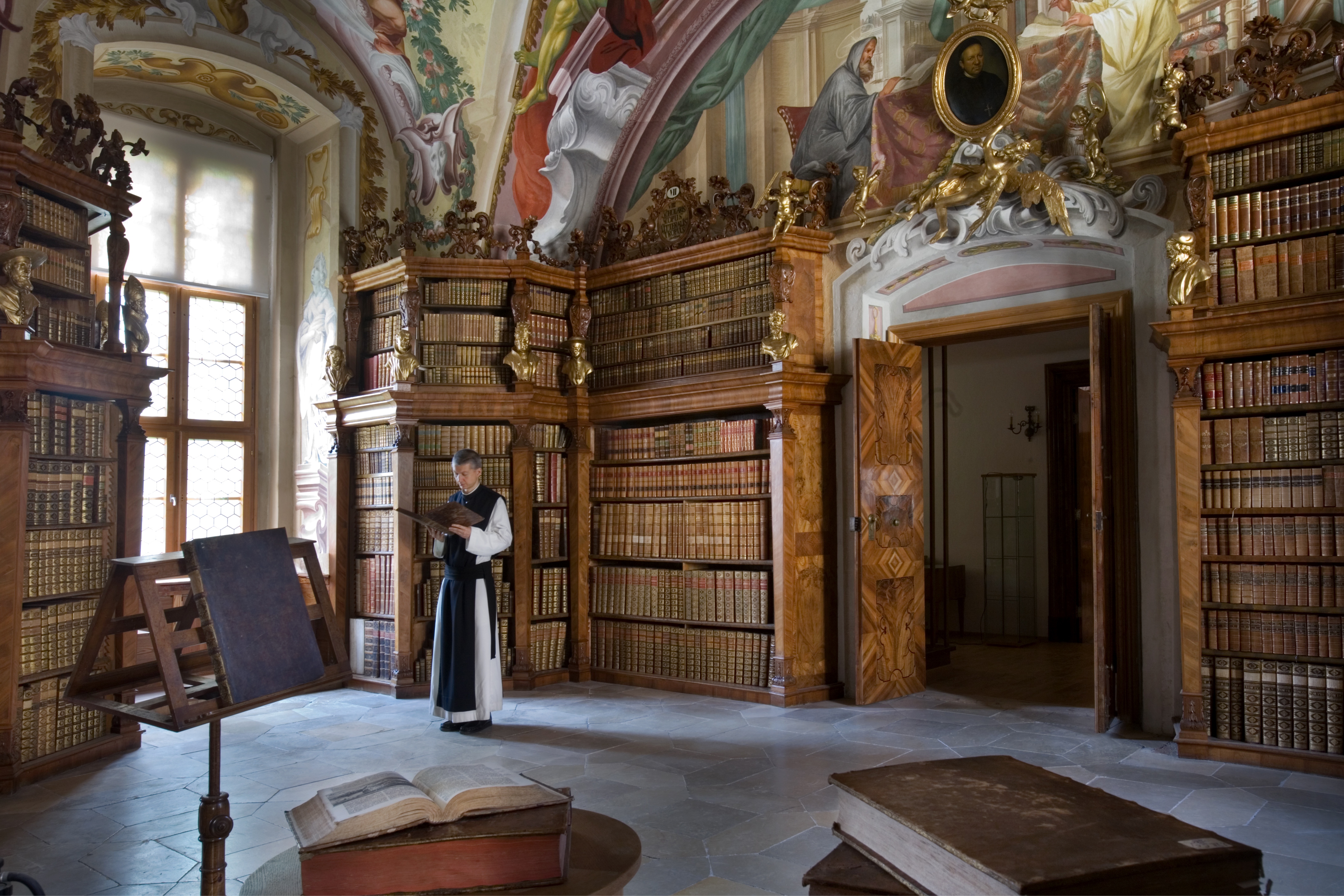
Biblioteca.

L'entrada a l'abadia es realitza a través d'un gran pati interior al centre del qual hi ha una columna barroca de la Santíssima Trinitat dissenyada per Giovanni Giuliani acabada el 1739.
La façana, com en la majoria de les esglésies cistercenques, mostra tres simples finestres com a símbol de la Trinitat. També característica del Cister, no tenia originalment campanar, però se’n va afegir un durant el barroc a l'ala nord.
L'església de l'abadia combina dos estils arquitectònics: la façana, naus i transsepte (consagrat el 1187) corresponen a l'arquitectura romànica, mentre que el cor, del segle xiii és gòtic. L'austera nau és un rar i famós exemple d'arquitectura romànica a Àustria. Les pintures del segle xiii al cor són algunes de les més belles que es conserven de l'art medieval.
La sala capitular al claustre conté les tombes de tretze membres de la casa de Babenberg, incloent-hi Frederic II d'Àustria, l'últim Babenberg. Les restes del sant Otó de Freising es conserven sota l'altar del Santíssim Sagrament, a l'est del presbiteri.
La baronessa Maria Vetsera, víctima d'un crim irresolt a la veïna Mayerling al costat del seu amant l'arxiduc Rodolf d'Habsburg, el 1889, està sepultada en el cementiri de la vila, a prop de Heiligenkreuz.

## Història recent
El 1802 s'hi va crear l'institut per a estudis teològics i filosòfics, que es va convertir en Universitat el 1976. És una de les principals facultats per a la formació de preveres en el món germànic. El gener de 2007 el Papa Benet XVI va pujar la universitat al rang d’Ateneu pontifici, cosa que significa que la institució pot atorgar títols d'acord amb els privilegis de la Universitat de Roma, en lloc de en nom de les universitats austríaques.
Més de 80 monjos pertanyen a la comunitat monàstica, focalitzats principalment en la litúrgia i el cant gregorià en llatí. Alguns dels monjos tenen també deures pastorals a les 17 parròquies sobre les quals l'abadia té jurisdicció, o treballen com a professors a la Universitat. Altres atenen la conservació de la històrica abadia.
Heiligenkreutz alberga a més el Priesterseminar Leopoldinum (abans escola Rodolfino), un seminari masculí que prepara per a la vida sacerdotal.
L'abadia ha estat una de les primeres a desenvolupar l'apostolat per Internet, mantenint una pàgina web, diversos grups a Facebook i diversos blocs, incloent el «canal monàstic».

## Cant gregorià
- El novembre de 2002 Florian Henckel von Donnersmarck, nebot de l'abat en funcions Gregor Henckel-Donnersmarck, va escriure el guió per al seu film Les vides d'altres en una cel·la de l'abadia. Després que la pel·lícula guanyés l'Oscar 2007 en la categoria millor pel·lícula estrangera, va tornar a l'abadia per a una celebració amb l'estatueta.[4]
- A l'abril de 2008, alguns dels monjos van gravar cant gregorià en un CD, que va ser llançat el 19 de maig per Universal Classics sota el títol Chant: Music For Paradise. Un simple de l'àlbum, «Himne Veni Creator Spiritus» es va llançar el 12 de maig. Els monjos firmaren un contracte amb Universal Music després que van respondre a la recerca de cantants de temes sacres mitjançant un vídeo a Youtube. L'àlbum ràpidament va guanyar un disc d'or en el Regne Unit i Alemanya, platí a Bèlgica i Polònia, i triple platí a Àustria.[5][6] El febrer de 2009 els monjos van ser nominats per al premi ECHO a Alemanya,[7] i la gravació nominada «Àlbum de l'any» pel Classical Brits 2009.[8]
- El desembre de 2010 HBO va estrenar el documental Top Ten Monks,[9] que presenta els monjos i explica la història de l'àlbum i les seves vides al monestir.[10]